# Лепљиви броћ
Броћ, лепљива броћика или прилепача (лат. Galium aparine) једногодишња је биљка из породице Rubiaceae.

## Етимологија
Латинско име рода Galium потиче од грчке ријечи „гала“ што значи млеко, јер су се ове биљке користиле за згрушавање млека. Име врсте aparine потиче од грчке речи „апаиро“ што значи прихваћам, јер се биљка веома лако прилепи за одећу.

## Опис
Једногодишња биљка, дугачка 30-150 центиметара. Стабиљка је полегла или пузи, граната, оштро четвороугласта. Често је окриљена по ивицама, а на чворовима је задебљала и поседује круте длаке. Стабљика по ивицама поседује бодљице савијене на доле помоћу којих пријања за подлогу. Листови биљке су клинасто ланцетасти и њих 6-9 је распоређено у пршљену. Широки су 3-8 милиметара, туполики али са бодљицом на врху. Голи су, мада горња страна листа понекад може имати бодљице. По ободу и средњем нерву листова налазе се уназад савијене бодљице. Цасти су цимозне и пазушне, са мало цветова. Цветне дршке нису савијене за време плодоношења. Круница цвета је бела или зеленкасто бела, преника око 2 милиметра. Крунични режњеви су шиљати. Плодићи су дугачки 4-7 милиметара, лоптасти и густо покривени са кукасто савијеним чекињама.

## Распрострањење и станиште
Настањује скоро целу Европу, Азију, а унета је и у Северну и Јужну Америку. Сматра се секундарсним космополитом са евроазијским пореклом. У Србији је распрострањена. Расте по ораницама, поред путева, у живим оградама, око кућа, по зидинама, утринама, ливадама и шумама. 

## Употреба
Од значајних супстанци у свом хемијском саставу поседује етерично уље, флавоноиде, сапонине, танине и органске киселине. Употребљава се цела биљка у цвату, без корена, и то као чај, тинктура, прашак, купка или у виду лековите масти. Сматра се да смирује грчеве, поспешује знојење и мокрење, те да добро делује код нервних болести и нервозе. Осим наведеног, користи се и код пробавних сметњи, упале бешике или бубрега, жутице. Споља се користи код отеклих лимфних жлезда, осипа, лишаја и гнојних промена коже.